# Сукцинаты

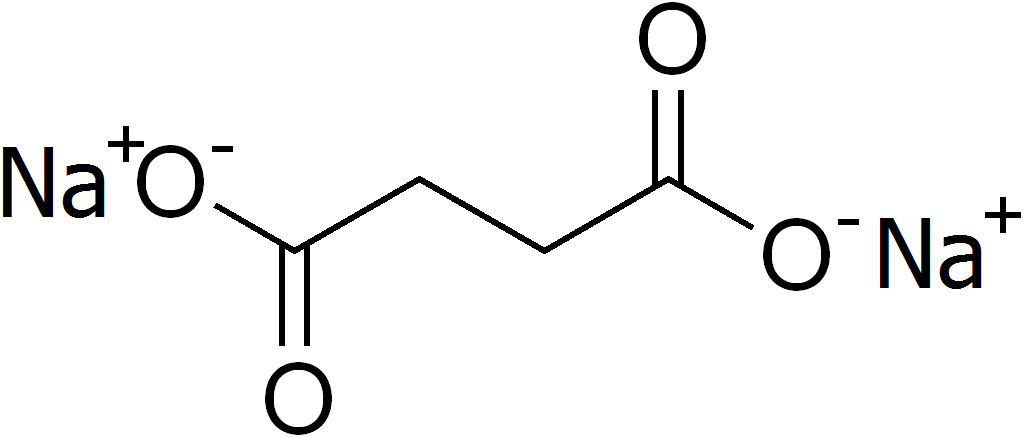
Пример соли янтарной кислоты — сукцинат натрия

Сукцина́ты (от лат. succinum — «янта́рь») — класс химических соединений; соли и эфиры янтарной кислоты.

## Применение
- Диэтилсукцинат — ароматизатор для пищевых продуктов и парфюмерных композиций, имеет запах цветов и также обладает свойствами пластификатора.
- Инъекции смеси сукцината[какого?] и гиалуроновой кислоты применяются в омолаживающей процедуре редермализации[1].

## Примеры
- Сукцинат кальция
- Сукцинат натрия